# Malters
Malters is een gemeente en plaats in het Zwitserse kanton Luzern en maakte deel uit van het district Luzern tot op 1 januari 2008 de districten van Luzern werden afgeschaft.
Malters telt 6144 inwoners.

## Geschiedenis
De vrijscharen werden in 1845 bij Malters verslagen.

## Sport
- FC Malters

## Geboren
- Julius Voegtli (1879-1944), kunstschilder
- Ramona Bachmann (1990), voetbalster